# Volkswagen Golf Plus
O Volkswagen Golf Plus é um monovolume fabricado pela Volkswagen entre 2004 e 2014. Ele foi desenvolvido como uma alternativa mais alta ao Golf hatchback e posicionado abaixo do Touran de sete lugares na categoria de minivans da Volkswagen. O carro é baseado no Golf Mk5, na plataforma PQ35 e foi acompanhado por uma variante de estilo crossover chamada Volkswagen CrossGolf em 2006. Ao longo de seu ciclo de vida, ele foi vendido junto com o Golf Mk5 e o Golf Mk6 nos seus dois anos finais.
Em 2014, o Golf Plus foi substituído pelo Golf Sportsvan baseado na plataforma MQB.

## Visão geral
O Golf Plus foi apresentado ao público no Salão do Automóvel de Bolonha em dezembro de 2004. Ele é 95 mm mais alto que o Golf Mk5 e 150 mm mais baixo que o Touran de três fileiras. Ele oferece uma posição de assento mais alta e mais espaço na cabine com 50 litros extras de porta-malas com 395 litros, que pode ser expandido para 505 litros abaixando o piso do porta-malas. Os bancos traseiros podem deslizar 160 milímetros e dobrados em um novo sistema, resultando em um espaço de bagagem quase nivelado quando dobrado. Ele também é dividido em 60:40, com o assento do meio dobrando como uma mesa de bebidas dobrável. O Golf Plus estava disponível opcionalmente com um grande console de teto, três compartimentos de armazenamento desdobráveis estão localizados na área frontal.
Muitas partes do Golf Mk5 também foram usadas no Golf Plus, como motores, transmissões, encostos de cabeça e espelhos externos. Em contraste com o Golf normal, luzes traseiras de LED padrão foram usadas no Golf Plus, as primeiras no segmento C.

Tem um coeficiente de arrasto de 0,32.

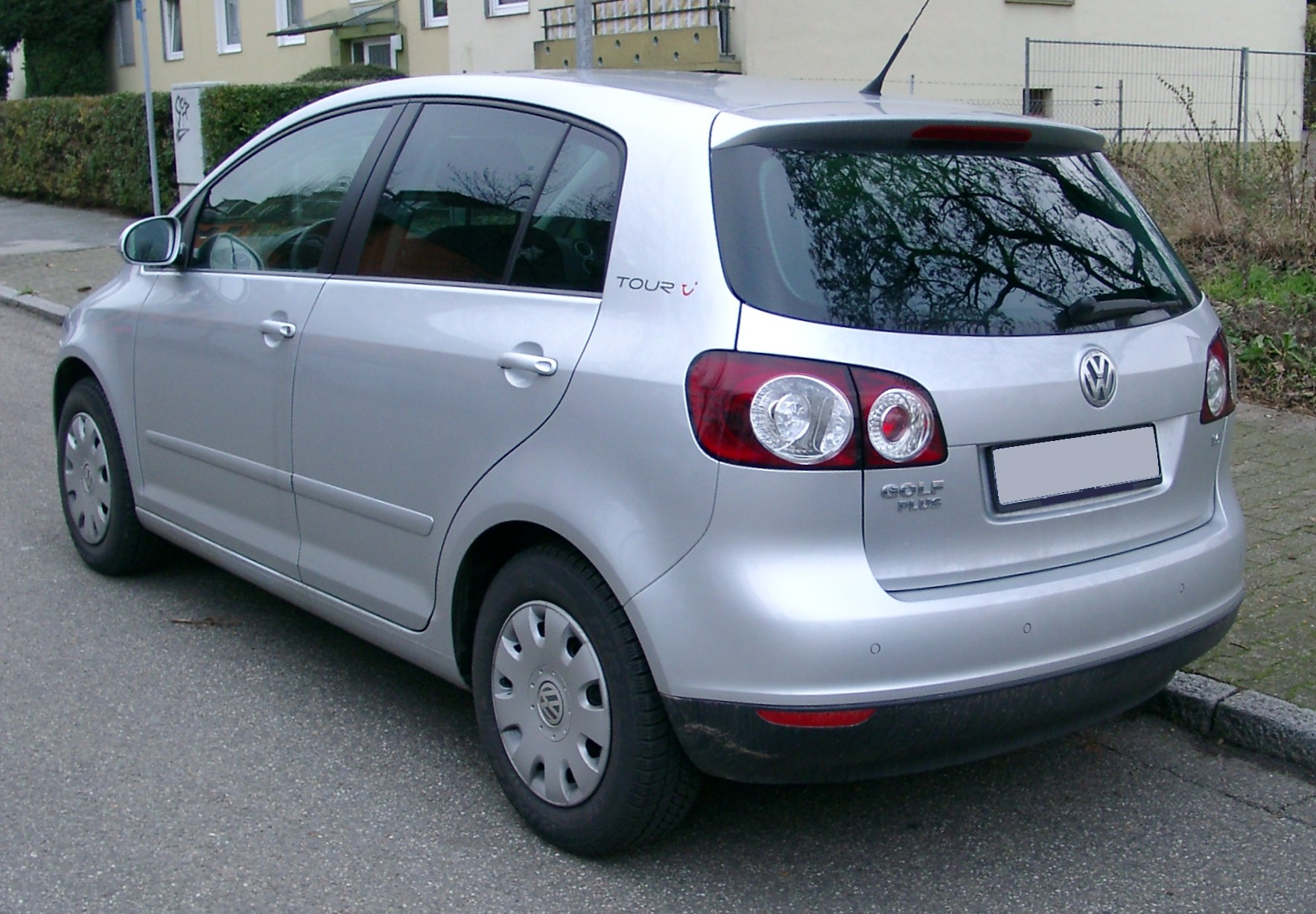
Vista traseira (pré-reestilização)
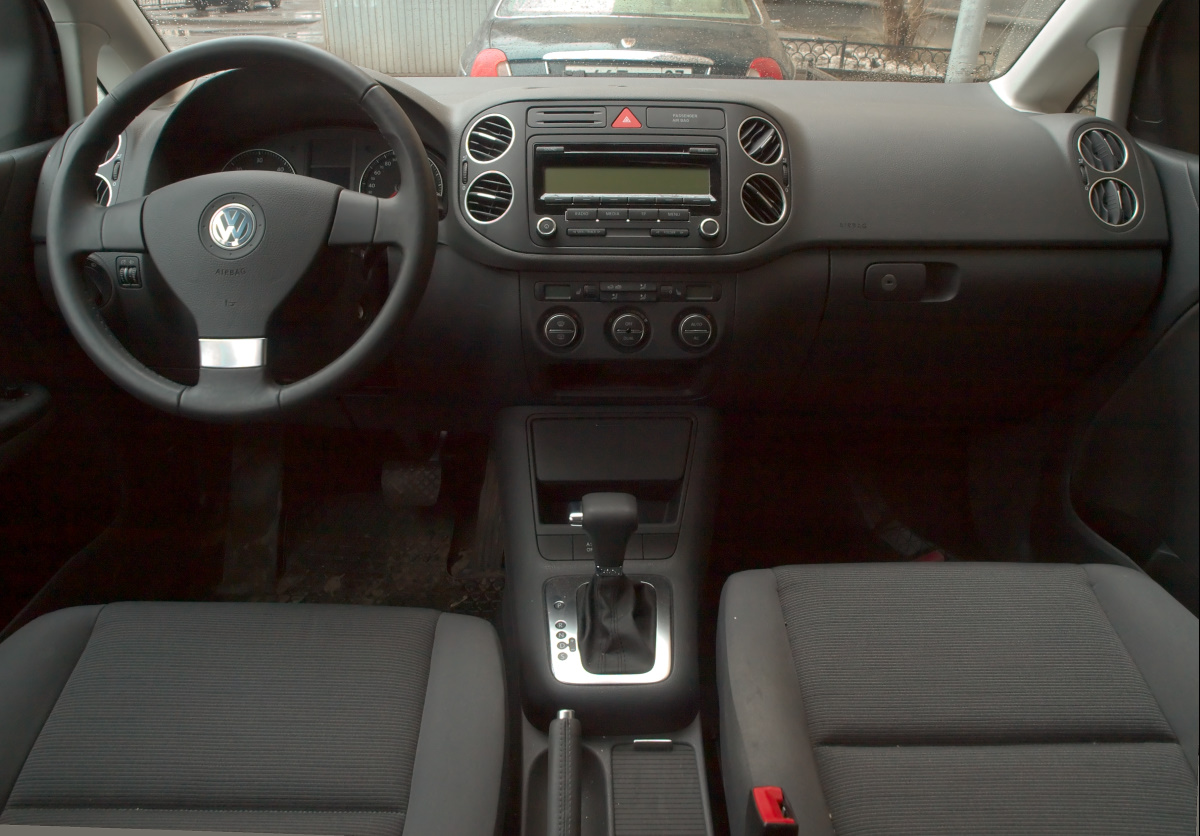
Interior

## Reestilização
Em dezembro de 2008, a versão reestilizada foi revelada no Salão do Automóvel de Bolonha, apresentando uma frente revisada que viu a introdução da grade frontal de faixa alinhada horizontalmente e novos faróis com luzes diurnas, alinhando seu estilo ao Golf Mk6. A variante revisada foi colocada à venda no início de 2009. Ela mantém um design muito semelhante da traseira e do interior. Pela primeira vez no Golf Plus, um sistema de assistência de estacionamento paralelo chamado ParkAssist foi oferecido. Uma câmera de visão traseira montada atrás do emblema da Volkswagen também estava disponível como opcional.

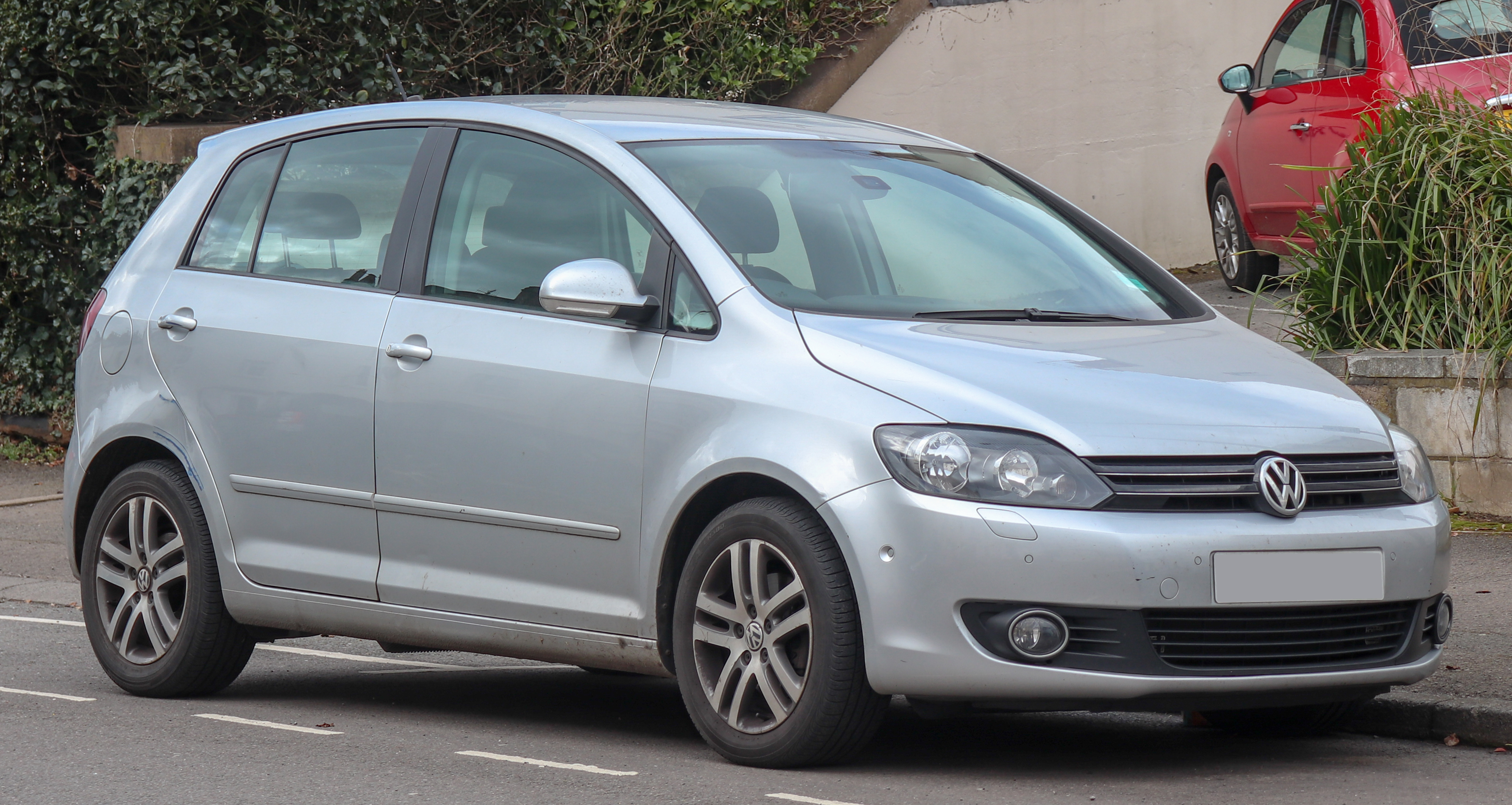
Golf Plus SE 2009 (reestilização)
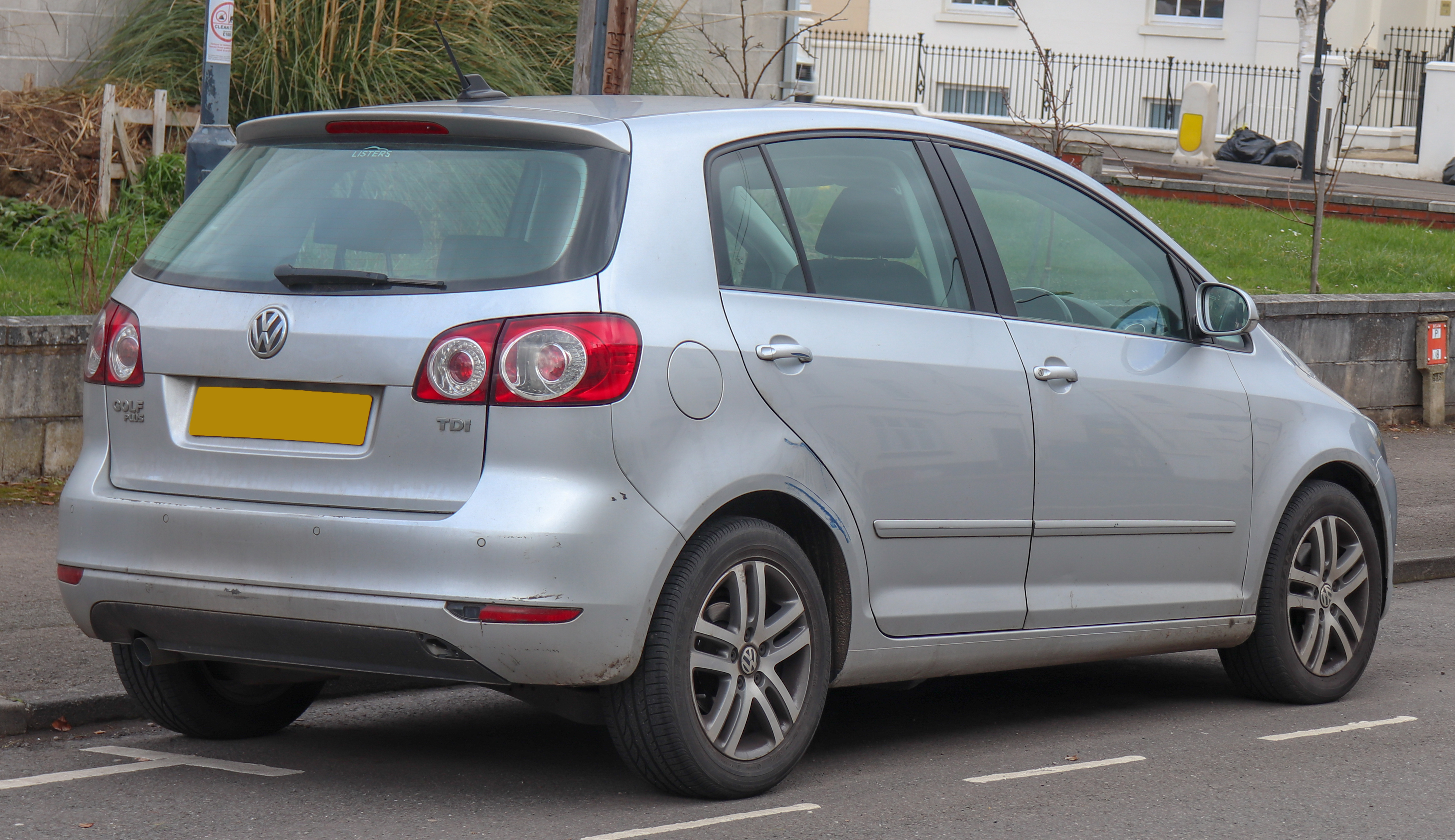
Golf Plus SE 2009 (reestilização)
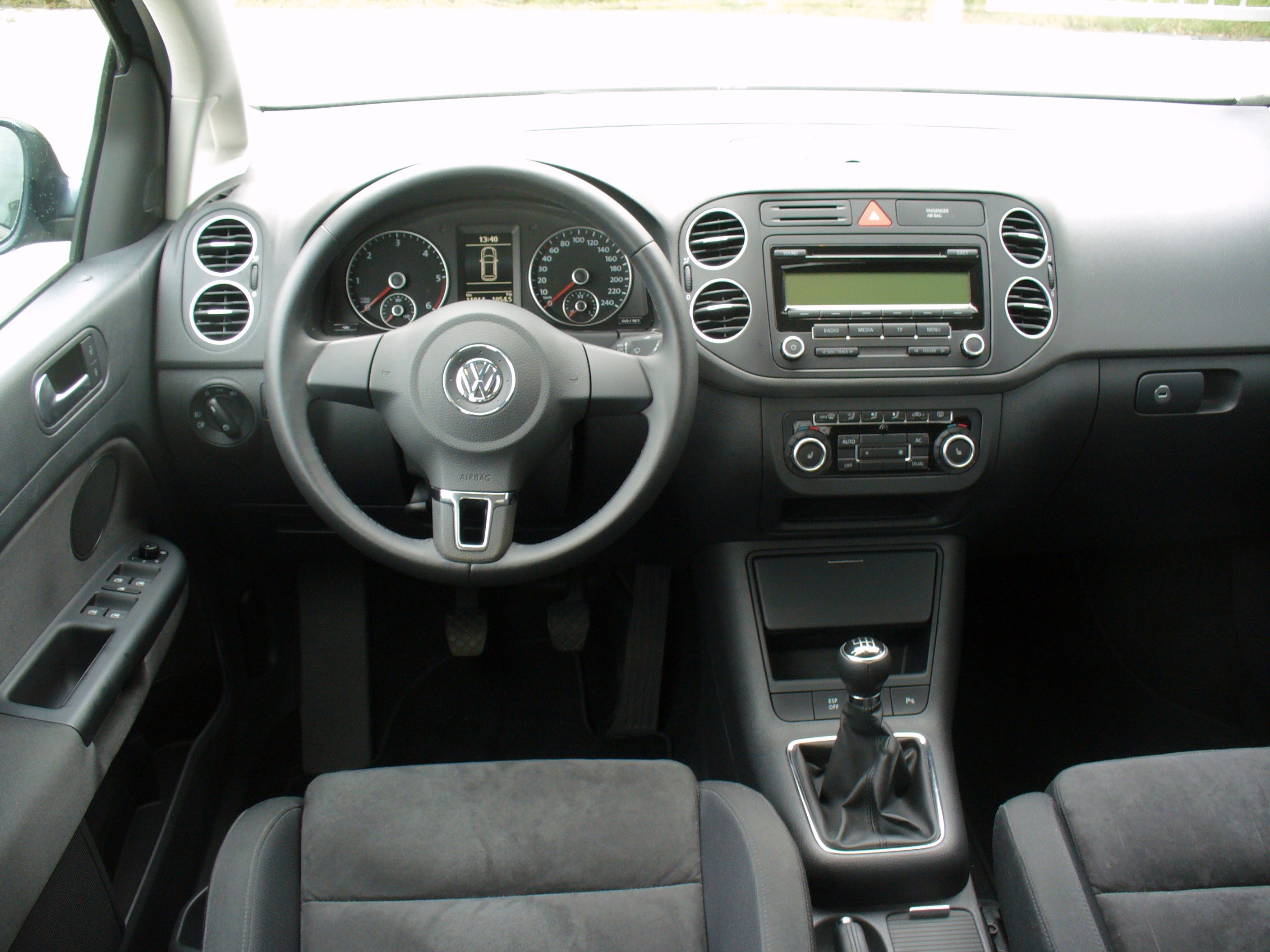
Interior

## CrossGolf
No Salão do Automóvel de Paris de 2006, a Volkswagen lançou o CrossGolf, que é uma versão do Golf Plus com revestimento de carroceria de plástico preto e altura de passeio ligeiramente aumentada. Parte da família Volkswagen Cross, que também inclui o CrossPolo e o CrossTouran, foi desenvolvido pela divisão Volkswagen Individual, que também desenvolveu o Golf R32.
O CrossGolf está disponível apenas na configuração de tração dianteira e é equipado com dois motores a gasolina, 1.6 e 1.4 TSI, e dois motores a diesel, 1.9 TDI e 2.0 TDI, com potências que variam de 102 cv a 140 cv. No Reino Unido, este modelo é denominado Golf Plus Dune e vendido com o 1.9 TDI com potência de 105 cv.
O modelo reestilizado foi apresentado em fevereiro de 2010 no Salão do Automóvel de Genebra.

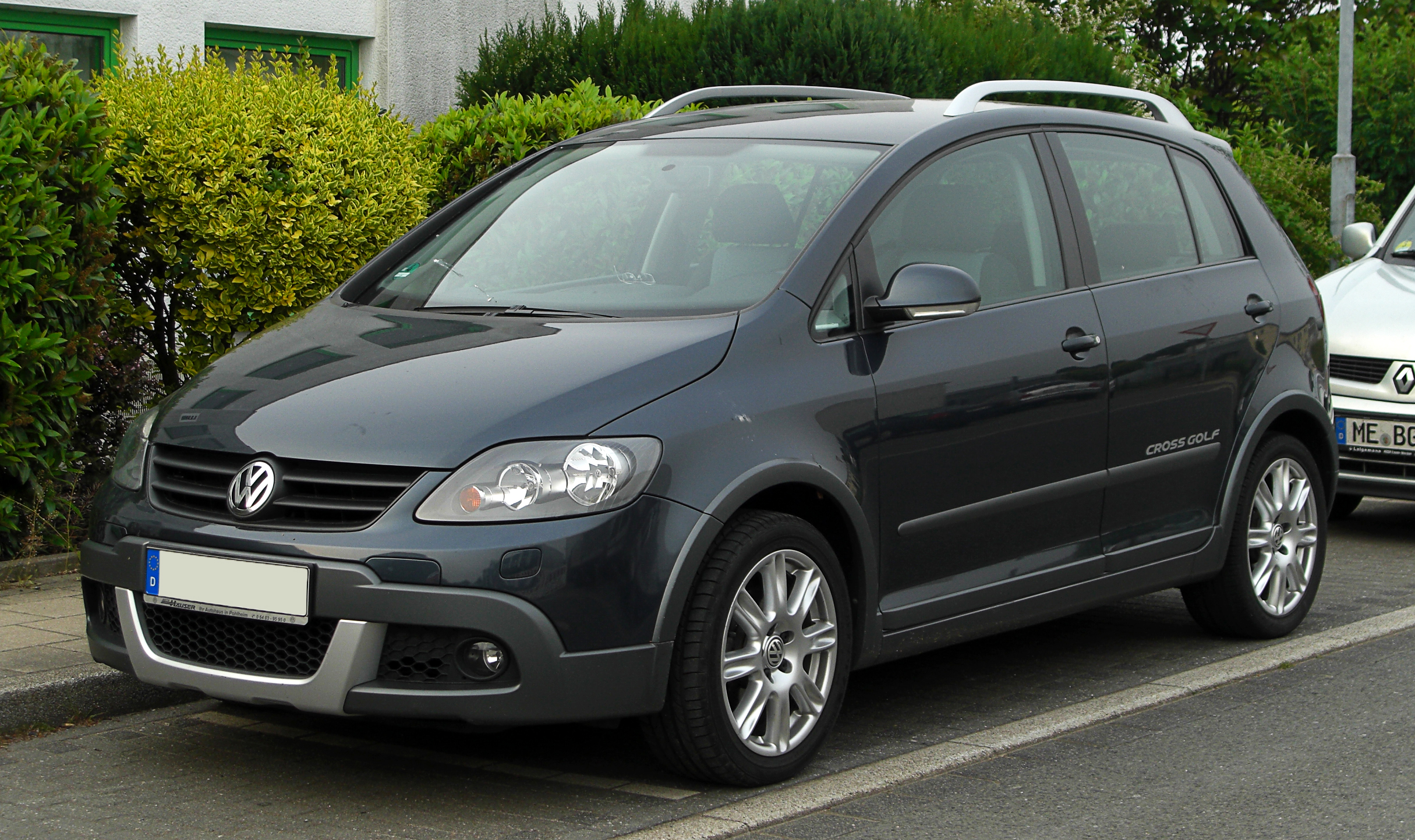
CrossGolf (pré-reestilização)
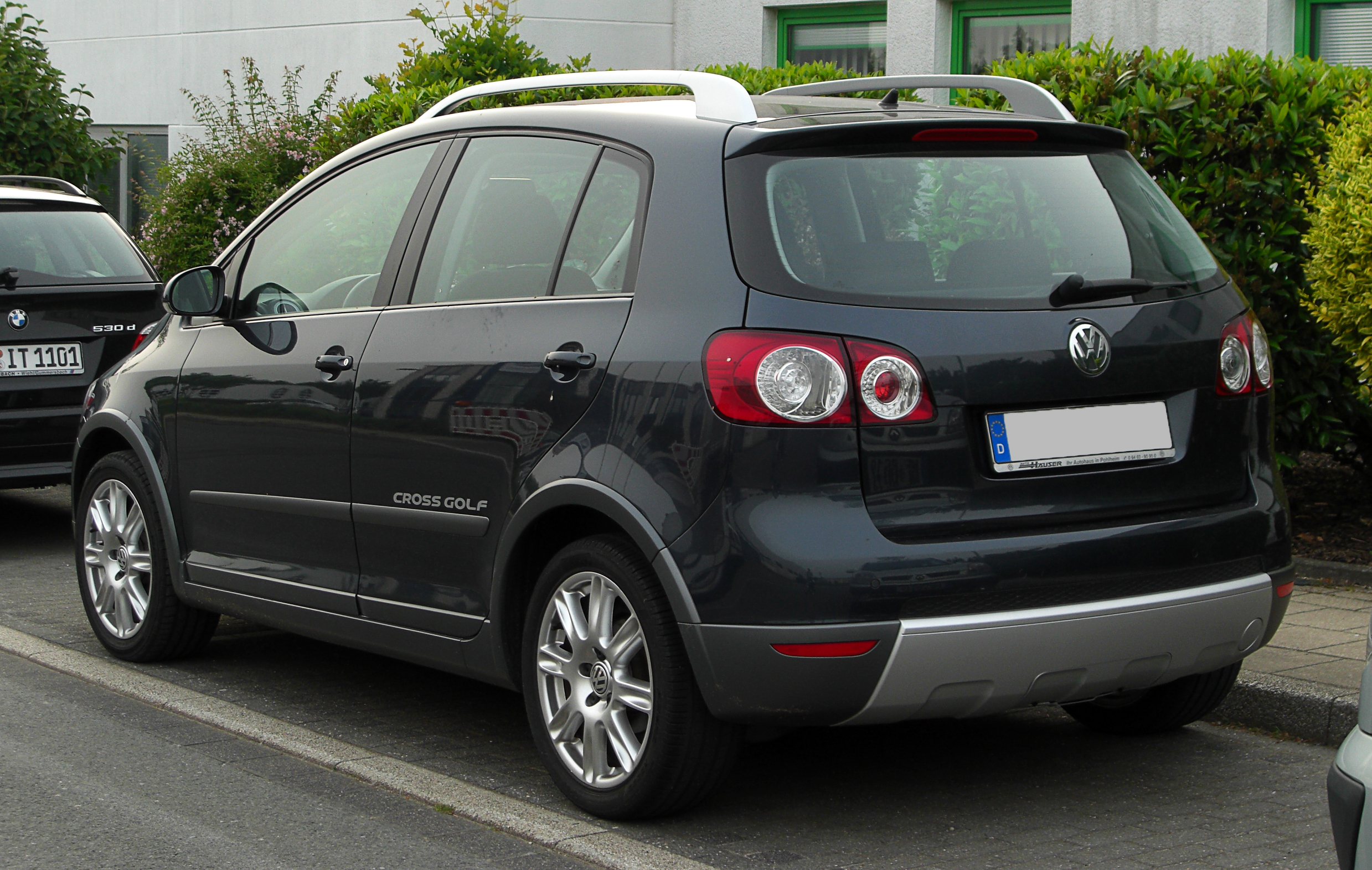
CrossGolf (pré-reestilização)
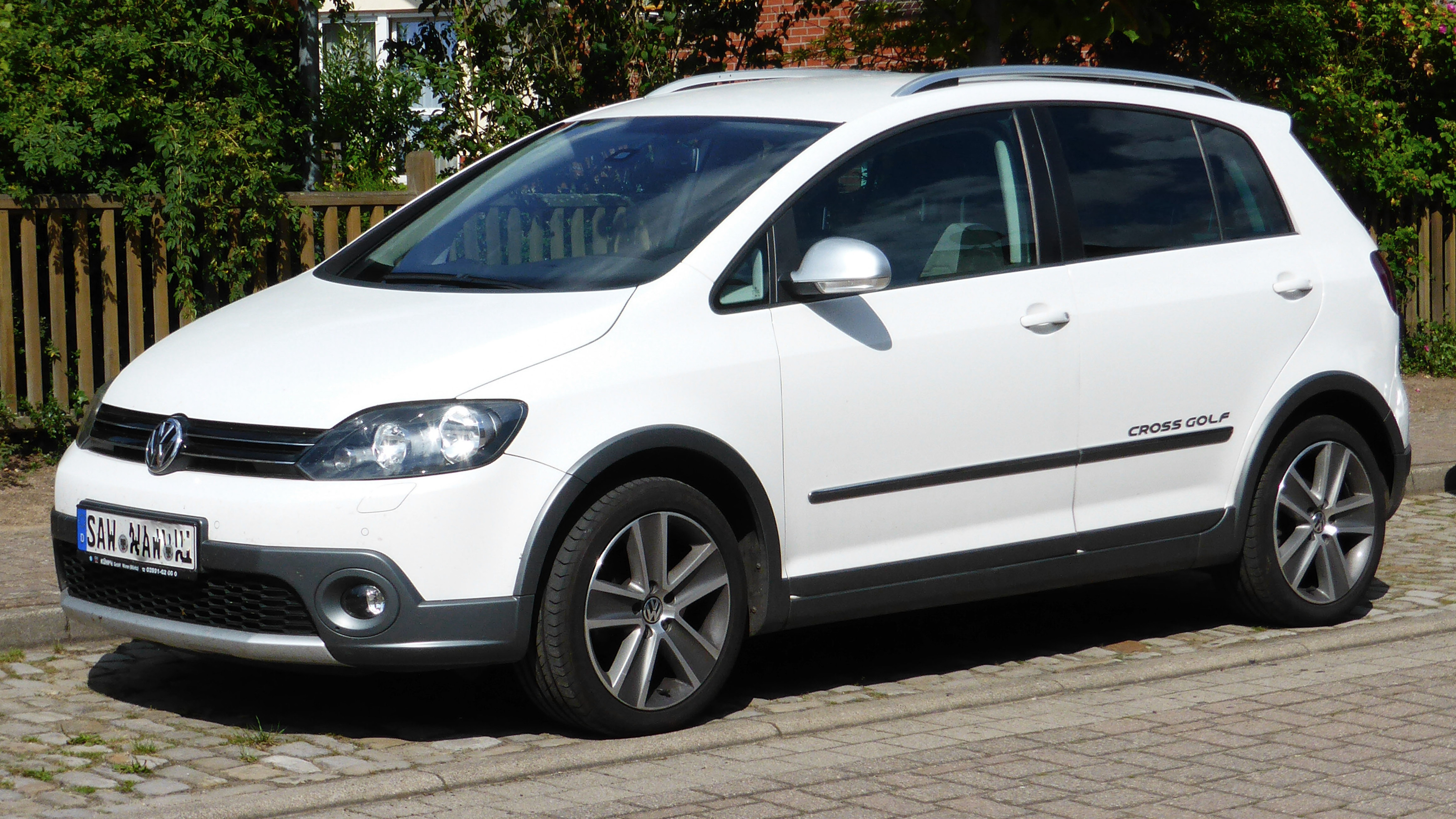
CrossGolf (reestilização)
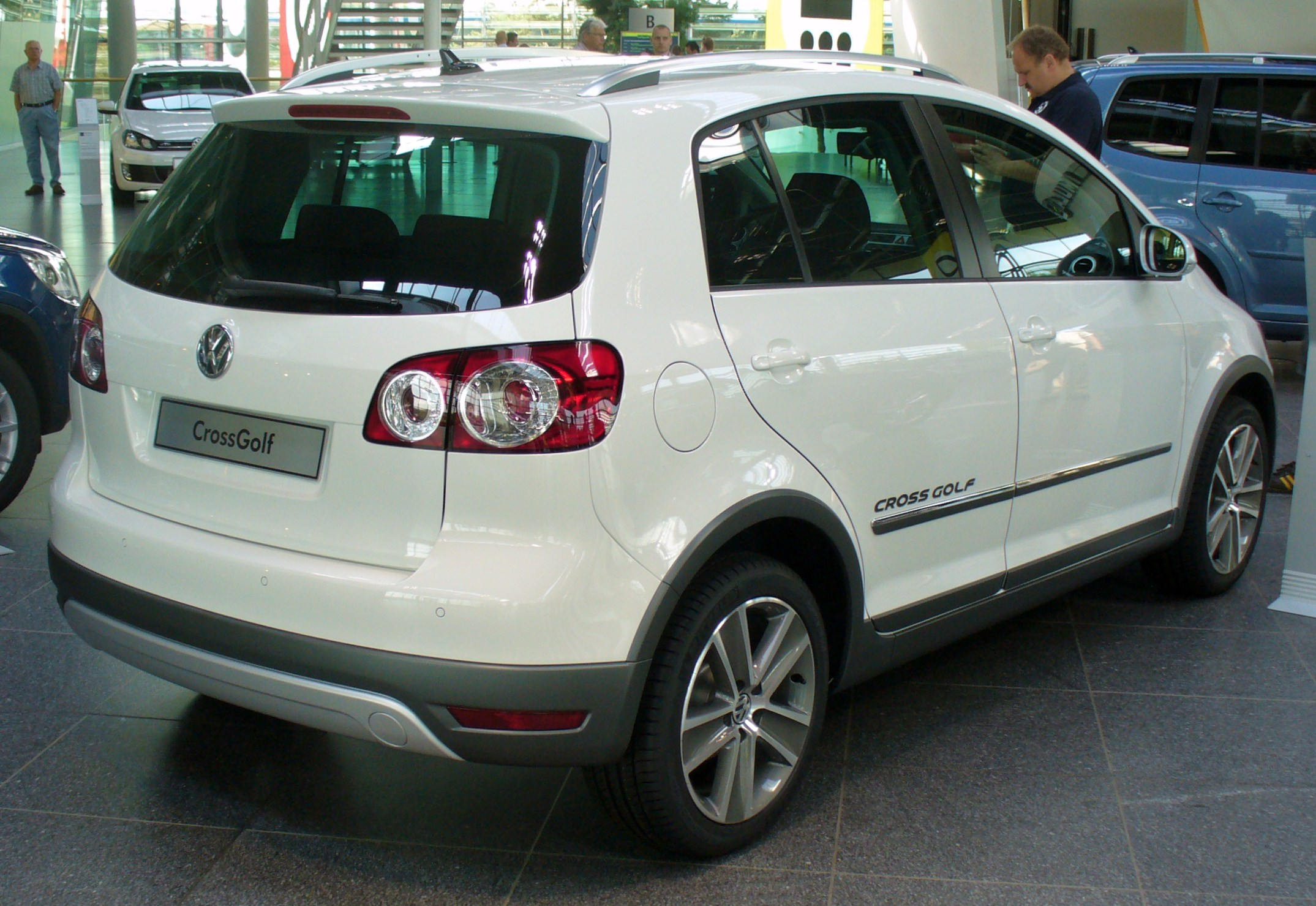
CrossGolf (reestilização)